# 趙允弼
赵允弼（1008年—1069年7月30日），北宋宗室。宋太宗之孙，赵元偓子。
八岁时被宋真宗召入宫中，皇帝让皇子赵受益拜他，赵允弼不敢当。登楼观酺宴，可与皇子并坐。皇子赵受益即位，是为宋仁宗。庆历四年（1044年）七月，以安化留後赵允弼為北海郡王，皇祐二年（1050年）十月，武康節度使、北海郡王赵允弼為寧國節度使、同平章事。至和二年（1055年）六月丙申，以知大宗正事赵允讓為判大宗正事，同知大宗正寺赵允弼為同判大宗正寺。嘉祐五年十二月庚午（1061年1月9日），寧國節度使、同平章事、同判大宗正事、北海郡王赵允弼為武寧節度使兼侍中；判大宗正事、奉寧節度使、同平章事、華原郡王赵允良為彰信節度使兼侍中。
宋仁宗驾崩时，无子。宰相韩琦想拥戴仁宗养子钜鹿郡公赵曙继位，让赵曙单独召见赵允弼。韩琦命赵允弼祝贺太子登基，赵允弼却明知故问谁是皇子，并强调赵曙只是团练使，应该立身份最尊贵者继位，乃至径自走向御座。韩琦呵斥说赵允弼只是人臣，不得无礼，招呼殿帅李璋、步帅郝质率甲士入殿，赵允弼只得作罢，对赵曙称贺。赵曙就是宋英宗。
宋英宗时，赵允弼拜中书令，改封东平郡王。宋神宗即位，拜太保、凤翔雄武军节度使，朔望朝见。熙宁二年（1069年），为母丁忧，悲痛至极，坚决推辞起复。母葬一段时间后，赵允弼病重，看着诸子以不得完成大事为恨。七月甲戌（1069年7月30日），太保、凤翔雄武军节度使东平郡王赵允弼薨，宋神宗临丧恸哭，辍朝三日，赠太师、尚书令兼中书令，追封相王，谥号孝定。赵允弼也是宋太宗诸孙中最后离世者。
赵允弼性情端重，适时然后讲话。各宫增学官员，赵允弼已经显贵，仍然每天到讲席，请伴读官读《孟子》一节。领宗正三十年，与濮安懿王赵允讓共事，互相友爱，被宗属推重。
其子：赵宗述、赵宗艺、赵宗缋、赵宗景。